# Viola uechtritziana
Viola uechtritziana är en violväxtart som beskrevs av Borb.. Viola uechtritziana ingår i släktet violer, och familjen violväxter. Inga underarter finns listade i Catalogue of Life.